# Rösli Rominger
Rösli Rominger est une skieuse alpine suisse originaire de Sils.

## Palmarès

### Championnats du monde
| Épreuve / Édition          | Descente | Slalom | Combiné                          |
| -------------------------- | -------- | ------ | -------------------------------- |
| Mondiaux 1931 Mürren       | 7e       | 7e     | Épreuve inexistante à cette date |
| Mondiaux 1934 Saint-Moritz | 10e      | Bronze | 6e                               |